# Borsthuvudspindel
Borsthuvudspindel (Walckenaeria corniculans) är en spindelart som först beskrevs av O. Pickard-Cambridge 1875.  Borsthuvudspindel ingår i släktet Walckenaeria och familjen täckvävarspindlar. Arten är reproducerande i Sverige. Inga underarter finns listade.